# Zemljopis Urugvaja
Urugvaj (špa. República Oriental del Uruguay) je država u Južnoj Americi, na obali Atlantskog oceana između Argentine i Brazila. Nalazi se između 53° i 58° zapadne geografske dužine i 30° i 35° južne geografske širine. Na zapadu graniči s Argentinom, na sjeveru i sjeverozapadu s Brazilom, a na jugoistoku je omeđen Atlantskim oceanom.
Geološka podloga Urugvaja sastoji se uglavnom od metamorfnih stijena, intruzija i pretkambrijskih slojeva, koji su pokriveni paleozojskim i mezozojskim naslagama. U središnjem su dijelu Urugvaja te stare naslage pokrivene horizontalnim permskim slojevima, a u sjevernome dijelu, u porječju rijeke Paraná, trijaskim pješčenjacima. Metamorfne stijene i graniti pojavljuju se na površini samo u istočnom i južnome dijelu. 
U morfološkom pogledu Urugvaj se sastoji od primorske nizine na jugu i jugoistoku, pobrđa Cuchilla Grande (299 m) i Cuchilla de Haedo (294 m) u unutrašnjosti, aluvijalne doline rijeke Río Negro i ravnjaka na zapadu, koji se spuštaju u nizinu rijeke Urugvaj. Niska i pješčana obala na istoku lagunskoga je tipa. 
Klima je suptropska, topla i vlažna s prosječnom srpanjskom  temperaturom (godišnje doba je zima) od 10 °C na jugu i 12 °C na sjeveru i siječanjskom (ljeto) od 22 °C na jugoistoku i 24 °C na jugozapadu. Godišnja količina oborina iznosi u primorju 1000 mm, u sjeveroistočnome dijelu 1200 do 1400 mm, u unutrašnjosti 850 do 900 mm. Hladni južni vjetar (pampero) snizuje povremeno temperaturu na –3 °C do –5 °C. 
Riječna mreža je gusta i obilna vodom. Gotovo 2/3 Urugvaja odvodnjava se rijekom Urugvaj, kojoj je najveći pritok Río Negro. Manji dio voda otječe u jezero Mirim (Merín) i u estuarij La Plate. Plovne rijeke su samo Urugvaj i Río Negro. Veća su jezera Mirin i Río Negro. Najveći dio Urugvaja pokriva savana s galerijskim šumama duž rijeka. Suptropske šume po riječnim dolinama i pristrancima pobrđa u unutrašnjosti sastoje se uglavnom od mimoza, mirta i lovora. U istočnome primorju rastu na pješčanim dinama lovori i eukaliptusi.